# شبانداو

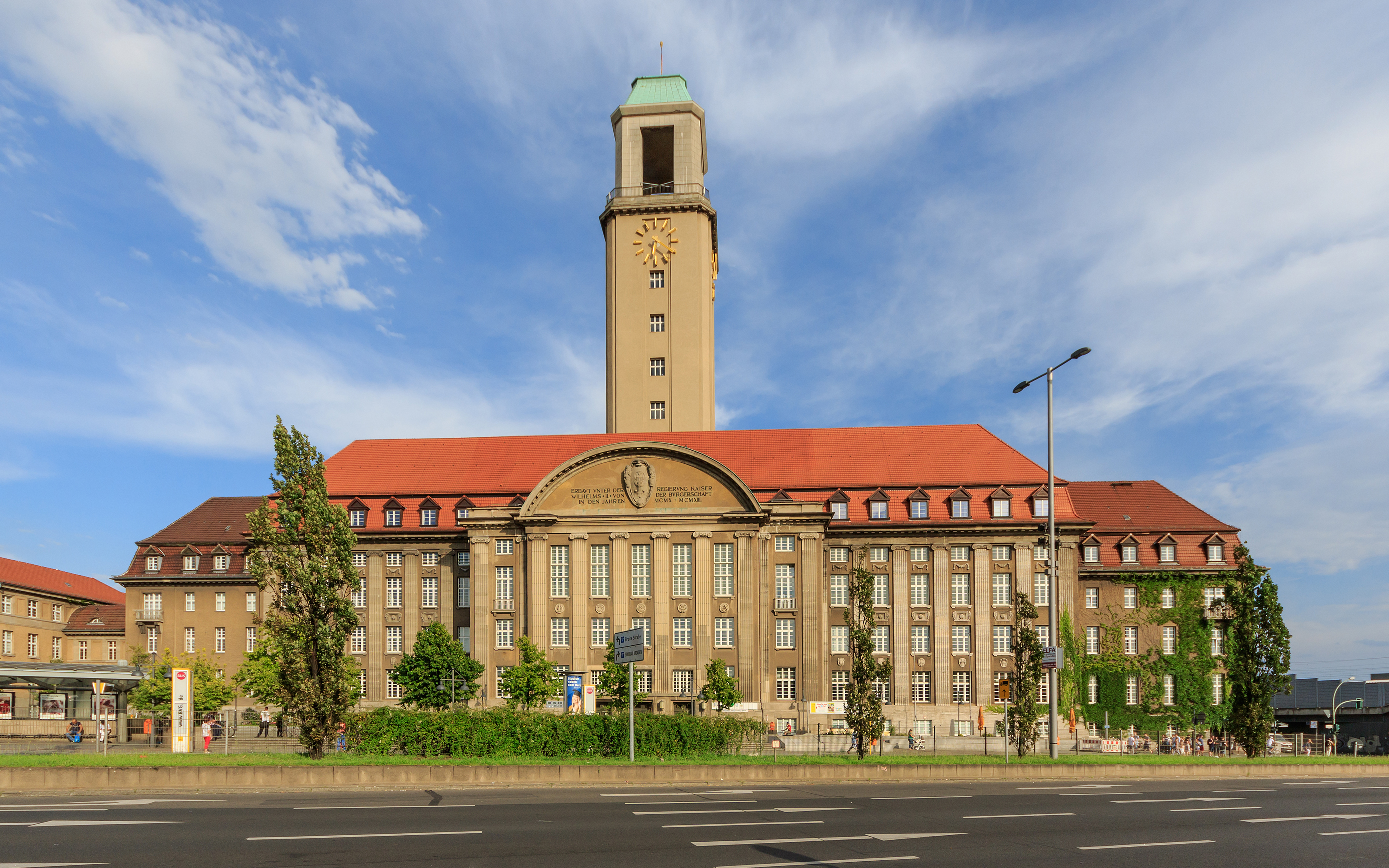

شبانداو من الأحياء الإثني عشر في برلين، وتقع عند التقاء نهري هافل وشبريه وتمتد على طول الضفة الغربية لنهر  هافل. وهي أصغر منطقة من حيث عدد السكان، ولكنها رابع أكبر منطقة من حيث المساحة.